# 벤 버냉키
벤 샬롬 버냉키(영어: Ben Shalom Bernanke, 1953년 12월 13일 ~ )는 미국 조지아주 출신의 경제학자, 교수로서 앨런 그린스펀의 뒤를 이어 2006년 2월부터 2014년 1월까지 연방준비제도 이사회 의장직을 역임하였다.

## 경력
1979년부터 1985년까지 스탠포드 대학교 경영대학원에서 가르쳤고, 뉴욕 대학교에서 방문 교수를 지냈으며, 프린스턴 대학교 경제학과 종신 교수가 되었다. 1996년부터 2002년 9월까지 공공 서비스 휴가를 떠날 때까지 해당 부서의 의장을 맡았다. 2005년 7월 1일 프린스턴 대학교에서 사임했다.
2002년 8월 5일부터 2005년 6월 21일까지 연방준비제도 이사회 위원이었으며 버냉키 교리를 제안했다.
조지 W. 부시 대통령 경제자문위원회 의장을 지낸 후 연방준비제도 이사회 의장으로 지명됐다. 첫 임기는 2006년 2월 1일에 시작되었다. 버냉키는 2010년 1월 28일 버락 오바마 대통령에 의해 재선된 후 의장으로서 두 번째 임기를 맡았다. 버냉키의 두 번째 임기는 2014년 1월 31일에 끝났고, 2014년 2월 3일 재닛 옐런이 후임이었다.
버냉키는 2015년 저서 《행동할 용기》(The Courage to Act)에서 자신의 연준 의장 시절에 대해 썼다. 이 책에서 세계 경제는 2007년과 2008년에 붕괴 직전에 이르렀다고 밝혔다. 버냉키는 대공황보다 더 큰 경제적 재앙을 예방한 것은 연준의 새로운 노력(외국 정부의 다른 기관 및 기관과 협력)이었다고 주장한다.
2022년에 은행과 금융위기 연구에 기여한 공로로 더글러스 다이아몬드, 필립 H. 딥비그와 함께 노벨 경제학상을 수상했다.

## 프로필
- 1953년 12월 13일: 미국 조지아주 오거스타에서 출생
- 1975년: 하버드 대학교 경제학 학사 (수마 쿰 라우데(최우수) 졸업), 석사
- 1979년: MIT 경제학 박사
- 1979년~1985년: 스탠포드 대학교 경제학 교수
- 1985년~2002년: 프린스턴 대학교 경제학 교수
- 2002년~2005년: 연방 준비 제도 이사회 이사
- 2005년~2006년: 백악관 대통령경제자문위원회 의장
- 2006년~2014년: 연방 준비 제도 이사회 의장
- 2015년~ : 시타델 상임고문